# Fritz Schilling (Politiker)
Fritz Schilling (* 17. Februar 1896 in Lübbecke; † 9. Dezember 1970) war ein deutscher Politiker und Landtagsabgeordneter (SPD).

## Leben
Nach dem Besuch der Volksschule absolvierte er eine Ausbildung zum Zigarrensortierer. Anschließend war er als Zigarrenmacher tätig. 1913 wurde Schilling Mitglied der Gewerkschaft Nahrung-Genuss-Gaststätten. Später war er als Werkmeister beschäftigt. Er war bereits seit 1925 Mitglied der SPD. Er war ab 1947 Vorsitzender des SPD-Unterbezirks Lübbecke. Daneben hatte er noch weitere Funktionen in der SPD inne. Außerdem war er Vorstandsmitglied der Kreissparkasse Lübbecke. Im Oktober 1965 erhielt Schilling das Bundesverdienstkreuz I. Klasse vom Verdienstorden der Bundesrepublik Deutschland.

## Abgeordneter
Schilling war von 1930 bis 1933 Mitglied der Lübbecker Stadtverordnetenversammlung. Vom 5. Juli 1950 bis zum 4. Juli 1954 saß Schilling im zweiten gewählten Landtag Nordrhein-Westfalen. Er wurde im Wahlkreis 144 Kreis Lübbecke direkt gewählt. 1952 wurde er in den Kreistag des Kreises Lübbecke gewählt.